# بيل روبنسون (مغني)
بيل روبنسون (بالإنجليزية: Bill Robinson)‏ هو مغني أمريكي، ولد في 14 فبراير 1929 في باركرسبورغ في الولايات المتحدة.